# Olivia Hetreed
Olivia Hetreed es una guionista británica y actual presidenta del Sindicato de Guionistas Británicos. Conocida por sus adaptaciones literarias en guiones cinematográficos en 2003 recibió una nominación a los Premios BAFTA en la categoría a Mejor Guion Adaptado por su adaptación de la novela La joven de la perla de Tracy Chevalier para la película homónima.

## Trayectoria
Tras estudiar Literatura en la universidad, Olivia Hetreed empezó su carrera profesional en el mundo del cine como editora de documentales y películas antes de dedicarse de lleno a la escritura de guiones de películas como The Treasure Seekers (1996) o El fantasma de Canterville (1996). Es especialmente reconocida por ser la guionista de la adaptación de la exitosa novela de Tracy Chevalier Girl with a Pearl Earring, por la que recibió una nominación a los Premios BAFTA en la categoría de Mejor Guion Adaptado.
En 2011 escribe el guion del largometraje Cumbres borrascosas y  en 2017 coescribió, junto al español José Luis López Linares, el guion de Altamira, largometraje dirigido por Hugh Hudson y protagonizado por Antonio Banderas. 
Hetreed destaca también como guionista de series de televisión y películas para televisión como Aventuras en el Imperio, Canterbury Tales, What Katy Did, El fantasma de Canterville o The Treasure Seekers. 
En 2013, Hetreed fue nombrada la nueva presidenta del Writers' Guild of Great Britain.